# آنا یوهانسون-ویسبورگ
آنا یوهانسون-ویسبورگ (انگلیسی: Anna Johansson-Visborg; ۱۰ نوامبر ۱۸۷۶ – ۷ اوت ۱۹۵۳) سیاستمدار، سازمان‌دهنده اتحادیه، نیکوکار، اهالی کسب‌وکار، صندوقدار، پیشخدمت، و کارگر اهل سوئد بود.
وی همچنین برندهٔ جوایزی همچون ایلیس کواروم شده است.

## زندگی‌نامه
آنا سوفیا یوهانسون-ویسبورگ در خانواده‌ای کشاورز در ناحیهٔ بئاته‌بری واقع در شهرداری توربودا از استان وسترا یوتالاند سوئد زاده شد. او در سال ۱۹۱۹ با سون گیلفه ویسبورگ (۱۸۸۵–۱۹۵۷) ازدواج کرد. از سال ۱۸۹۳ تا ۱۸۹۷ به‌عنوان خدمتکار خانگی در یوتبری کار کرد و سپس در فاصلهٔ سال‌های ۱۸۹۷ تا ۱۹۰۴ در یک کارخانهٔ آبجوسازی در استکهلم مشغول به کار بود. پس از آن، از ۱۹۰۴ تا ۱۹۱۸ در یک شرکت بیمه به‌عنوان منشی و کارمند دفتری کار می‌کرد.
یوهانسون-ویسبورگ زنی با پشتکار و اراده‌ای قوی بود که به‌مرور توانست مسیر زندگی خود را از کارگری به کارآفرینی و سیاست تغییر دهد. او در سال ۱۹۱۴ کسب‌وکار خود را در حوزهٔ املاک آغاز کرد و سپس مالک یک سینما شد. این فعالیت‌ها باعث شد که ثروت قابل توجهی به دست آورد و بتواند اهداف اجتماعی‌اش را پی بگیرد. در همین راستا، بنیاد «بنیاد آنا یوهانسون-ویسبورگ» (Anna Johansson-Visborgs Stiftelse) را بنیان نهاد که هدفش تأمین مسکن کامل یا نیمه‌وقت برای زنان نیازمند در استکهلم بود. این بنیاد به‌ویژه برای زنانی طراحی شده بود که شرایط مالی دشواری داشتند و اغلب به دلیل شرایط کاری یا خانوادگی، امکان دسترسی به خانه‌ای امن و پایدار را نداشتند.

### فعالیت سیاسی
در سال ۱۹۰۱، یوهانسون-ویسبورگ یکی از بنیان‌گذاران نخستین اتحادیهٔ صنفی کارگران کارخانه‌های آبجوسازی در سوئد بود. از ۱۹۰۴ تا ۱۹۵۳ ریاست اتحادیهٔ صنفی کارگران صنعتی آبجوسازی سوئد (Svenska bryggeriarbetareförbundet) را برعهده داشت. او همچنین از ۱۹۰۷ تا ۱۹۳۸ رئیس انجمن زنان تعاونی (Kooperativa Kvinnogillesförbundet) بود. از ۱۹۱۱ تا ۱۹۵۳ نیز ریاست شاخهٔ زنان اتحادیه‌های مرکزی کارگران استکهلم را بر عهده گرفت. افزون بر این، از سال ۱۹۱۶ تا ۱۹۵۰ عضو شورای شهر استکهلم بود و از ۱۹۲۰ تا ۱۹۲۴ در هیئت مدیرهٔ زنان سوسیال‌دموکرات سوئد عضویت داشت. از ۱۹۲۹ تا ۱۹۳۳ نیز به‌عنوان عضو هیئت مدیرهٔ شهرداری استکهلم فعالیت می‌کرد.
یوهانسون-ویسبورگ از نیروهای پیش‌برنده در جنبش حق رأی زنان در میان سوسیال‌دموکرات‌ها بود. هرچند زنان این حزب سازمان مستقلی برای حق رأی نداشتند، اما با انجمن ملی حق رأی زنان (سوئد) همکاری نزدیکی داشتند. او از مخالفان سرسخت هرگونه قانون‌گذاری مخالف برابری جنسیتی بود و همواره در مسیر لغو این قوانین گام برمی‌داشت. او باور داشت که زنان نه‌تنها باید در حوزهٔ خانواده، بلکه در اقتصاد، اجتماع و سیاست نیز سهم برابر داشته باشند.

### سبک رهبری و ویژگی‌های شخصیتی
آنا یوهانسون-ویسبورگ به‌عنوان شخصیتی جدی، پرانرژی و با مهارت‌های بالای مدیریتی شناخته می‌شد. هرچند گاه بی‌پروایی و کم‌دیپلماسی بودنش بر پیشرفت سیاسی‌اش تأثیر منفی می‌گذاشت، اما همین ویژگی‌ها او را در میان هوادارانش به شخصیتی صادق و قابل‌اعتماد بدل می‌کرد. هوادارانش او را با لقب «آنا آبجوساز» (Bryggar-Anna) می‌شناختند و برای او احترام فراوانی قائل بودند. تأثیر او نه‌تنها در حوزهٔ سیاست و کارگری، بلکه در فراهم‌آوردن امکانات زندگی بهتر برای زنان فرودست جامعه بسیار چشمگیر بود.
== جوایز ==آنا یوهانسون-ویسبورگ در سال ۱۹۴۵ مفتخر به دریافت نشان ایلیس کواروم شد؛ یکی از عالی‌ترین نشان‌های دولتی سوئد که به خدمات برجسته در زمینه‌های اجتماعی، فرهنگی یا انسانی اهدا می‌شود.